# Socha svatého Václava (Velká Ledhuje)
Socha svatého Václava je situována v Bělské ulici, v zahradě u čp. 163 ve Velké Ledhuji, části města Polici nad Metují v okrese Náchod. Socha je chráněna jako kulturní památka od 3. 5. 1958. Národní památkový ústav tuto sochu uvádí v katalogu památek pod rejstříkovým číslem ÚSKP 28171/6-1858.

## Popis
Barokní pískovcová socha sv. Václava v mírně nadživotní velikosti osazená na mladším profilovaném soklu (z roku 1903) byla přemístěna na současné místo z broumovského kláštera, kde stále u klášterní brány vedoucí do zahrady. Světec má těžiště na levé noze, v pravé ruce drží praporec na žerdi a levou ruká má opřenou o štít se svatováclavskou orlicí. Figura má bohatou drapérii. Hodnotná plastika vznikla v okruhu spolupracovníků Ferdinanda Maxmiliána Brokoffa.